# Reparje
Reparje so naselje v Občini Cerknica.